# Frits Roessel
Frits Ernst Roessel (Djokjakarta, 5 februari 1937 – Amsterdam, 30 april 2025) was een Nederlands schaker.
Hij was zoon van Adriana Johanna van Berkel (1908-1985) en arts Wilhelm Friedrich Heinrich Röessel (1903-1976). Hijzelf was getrouwd met (huis- en school)arts Tilia Swaters, in 1967 afgestudeerd aan de universiteit van Amsterdam.
Tijdens de Tweede Wereldoorlog werd het gezin Röessel geïnterneerd in een jappenkamp. Dat zijn vader arts was, bleek hun redding voor verdere deportatie en tewerkstelling; vader had een Japans officier behandeld. De nogal klein uitgevallen Frits Roessel werd zelf ook (huis)arts en studeerde verder voor dermatoloog; hij had een studie geneeskunde aan de Universiteit van Amsterdam op zak. In 1965 volgde zijn promotie tot arts.
Hij was een begenadigd schaker, die vooral successen kende in de jaren vijftig en zestig. Zo werd hij een aantal keren jeugdkampioen. Hij voerde die titel in 1953, 1954 en 1956. In 1955 won hij het eerste Nederlandse Open Schaak Kampioenschap.
In 1956 deed hij voor het eerst mee aan het Hoogoventoernooi, hij was toen 18-jarige wiskundestudent. Ook speelde hij een aantal partijen in Kopenhagen. Roessel schaakte voor Het Zwarte Veulen en Vereenigd Amsterdamsch Schaakgenootschap (VAS).
Roessel is co-auteur van het Openingen Vademecum, jarenlang leidraad binnen de schaakwereld.
Roessel overleed op 88-jarige leeftijd in verzorgingstehuis Flesseman in Amsterdam-Centrum.
- International Standard Name Identifier: 0000 0003 9015 8452
- Nederlandse Thesaurus van Auteursnamen: 068801998
- Virtual International Authority File: 283733234